# یوفوهای نازی

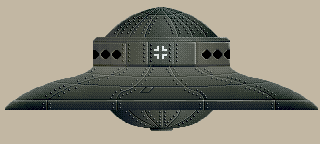

در یوفوشناسی، تئوری‌های توطئه و آثار علمی-تخیلی، ادعاهایی راجع به ارتباط بشقاب پرنده‌ها با آلمان نازی وجود دارد. طبق تئوری‌های توطئه و ادعای برخی، نازی‌ها پیش از جنگ جهانی دوم و در طول آن موفق به ساخت هواگردها یا سفینه‌های فضایی پیشرفته شده اند و این وسایل پس از جنگ جهانی دوم، در مراکز زیرزمینی مخفی در جنوبگان، آمریکای جنوبی یا ایالات متحده همراه با سازندگان‌شان باقی‌مانده‌اند.
روایت‌هایی از حدود ۱۹۵۰ که احتمالاً ملهم از پیشرفت تاریخی آلمانی‌ها در موتورهای تخصصی مانند «رپالسین» ویکتور شابرگر در زمان جنگ جهانی دوم بوده راجع به بشقاب پرنده‌ها نقل شده‌است. عناصری از این ادعاها به‌طور گسترده وارد رسانه‌های داستانی و غیرداستانی از جمله بازی‌های ویدئویی و فیلم‌های مستند شده و اغلب با اطلاعات مستند ترکیب شده‌است. ادبیات بشقاب پرنده آلمانی اغلب با تاریخ مستند در این زمینه‌ها همخوانی دارد.
- رایش سوم محدودهٔ نیو سوابیا را در جنوبگان تصرف و در سال ۱۹۳۸ سفر اکتشافی در آن انجام داد و برای سفرهای بعدی برنامه‌ریزی نمود.
- رایش سوم تحقیقاتی در مورد فناوری پیشرانه انجام داد: از جمله موشک، تحقیقات شابرگر راجع به وسایل پرنده و پرندهٔ مدور آزمایشی آرتور سک.
- نیروهای متفقین تصور می‌کردند که برخی مشاهدات از بشقاب پرنده‌ها در زمان جنگ جهانی دوم به ویژه موارد جنگنده‌های فو، نمونه وسایل طراحی شده توسط نازی‌ها برای صدمه زدن از طریق الکترومغناطیس به نیروی هوایی متحدین هستند.[۲]

## ادعاهای اولیه
در زمان جنگ جهانی دوم جنگنده‌های فو که نوعی وسایل پرندهٔ گرد و غیرعادی بودند مورد مشاهده نیروهای متحدین و متفقین قرار گرفتند. با توجه به پیشرفت آلمانی‌ها در طراحی هواپیماها و موشک ها برخی دانشمندان مانند لوئیس آلوارز روی این وسایل شروع به تحقیق نمودند. کنث آرنولد در سال ۱۹۴۷ موجی از بشقاب پرنده‌های بسیار سریع را مشاهده نمود. کاپیتان ادوارد جی. روپلت هم در سال ۱۹۵۹ در گزارشی اعلام نمود که نازی‌ها پرنده‌ای شبیه آن چه در مشاهدات بشقاب پرنده آمده در حال ساخت داشتند.
اولین ادعاهای غیرنظامی در رسانه‌های عمومی از سال ۱۹۵۰ با مقاله گوئیسپ بلوزو دانشمندانی ایتالیایی راجع به دیسک‌های پرنده در روزنامهٔ ایل گیورناله در ایتالیا آغاز شد. در سال ۱۹۵۳ مهندس آلمانی گئورگ کلاین ادعا کرد که در زمان رایش سوم پرندهٔ جتی با سرعت ۲۴۰۰ کیلومتر بر ساعت مشابه VZ-9-AV Avrocar در حال ساخت بوده‌است. مهندس هوانورد روی فدن ۱۹۴۵ اعلام کرد که اگر آلمانی‌ها چند ماه جنگ را بیشتر ادامه داده بودند با یک سری پیشرفت‌های جدید و مرگبار در صنعت هوایی رو به رو می شدیم.

## ادعاهای بعدی
صبحگاه جادوگران نام کتابی نوشتهٔ لوئیس پاولز و ژاک برگیر در ۱۹۶۰ است که انجمن وریل برلین را با بشقاب پرنده‌ها مرتبط نموده است. بسط ادعاهای این کتاب به مراکز زیرزمینی در جنوبگان که بشقاب پرنده‌ها در آن جا مخفی شده و با نژادی پیشرفته در مرکز زمین ملاقات نمودند ختم می‌شود. در دههٔ هفتاد ارنست تسوندل آلمانی برای تبلیغات برای انتشاراتش به نام زامی‌دات عقایدش را راجع به بشقاب پرنده‌ها به‌طور گسترده انتشار داد. تسوندل قبول کرد که کارش برای تبلیغات بوده ولی تا ۲۰۰۲ بر عقایدش پا بر جا بود. میگوئل سرانو شیلیایی طرفدار نازی‌ها در ۱۹۷۸ کتاب «رشته ی طلایی: هیتلریسم مرموز» را منتشر نمود. او ادعا کرد که هیتلر تناسخ ویشنو بوده و با خدایان آسمانی در نیوسوایبیا سکونت دارد. او پیش‌بینی نمود که هیتلر با سپاهی از بشقاب پرنده‌ها برای آغاز رایش چهارم باز خواهد گشت.
قاتل زنجیره‌ای آمریکایی ریچارد چیس، در ۱۹۷۹ در زندان اعلام کرد که بشقاب پرنده‌های نازی‌ها او را مجبور به قتل نموده‌است.

## در فرهنگ و هنر
رابرت آنسون هاین‌لاین در ۱۹۴۷ کتاب موشک گالیله را راجع به یک مرکز نازی در ماه منتشر نمود.
فیلم آسمان آهنی (۲۰۱۲) راجع به گروهی از نازی‌ها است که در بخش تاریک ماه بعد از جنگ جهانی دوم اقامت گزیده و در سال ۲۰۱۸ برای فتح زمین باز می گردند. یک بازی ویدئویی بر اساس این فیلم ساخته شده‌است.
رمان رابرت هنکین با نام "هیتلر همستر مرا خورد" راجع به فرار هیتلر و گروهی از یارانش در یک ماشین زمان است.